# Танага (остров)
Танага (англ. Tanaga, алеут. Tanax̂ax) — один из Андреяновских островов, которые являются частью Алеутских островов. В административном отношении входит в состав штата Аляска. Постоянного населения на острове нет.

## География
Площадь Танаги составляет 530 км², что делает её 34-м по величине островом США. Остров составляет около 43 км в длину и 38 км в ширину; он горист, местами покрыт тундровой растительностью, мхами, лишайниками и папоротниками. Максимальная точка — вулкан Танага, высота которого составляет 1806 м. Помимо вулкана Танага на острове также имеются потухшие вулканы Саджака и Такавангха. Последний раз Танага извергался в 1914 году; более ранние извержения отмечались в 1763—1770, 1791 и 1829 годах.
Климат острова характеризуется как холодный морской, с частыми туманами и осадками.

## История
В 1756 году экспедиция промышленника Башмакова высадилась на острове, где тогда находилось поселение алеутов.
В 1867 году был продан США вместе с Аляской.
В 1943 году на острове была устроена взлётно-посадочная полоса на случай аварийной посадки самолётов, возвращающихся на Адак. По окончании Второй мировой войны полоса была заброшена.